# Leipziger Neueste Nachrichten
Leipziger Neueste Nachrichten var en tysk dagstidning, utgiven i Leipzig från 1892 som fortsättning på Leipziger Nachrichten, grundad 1861.
Utgivningen upphörde under andra världskriget.